# チヌーク

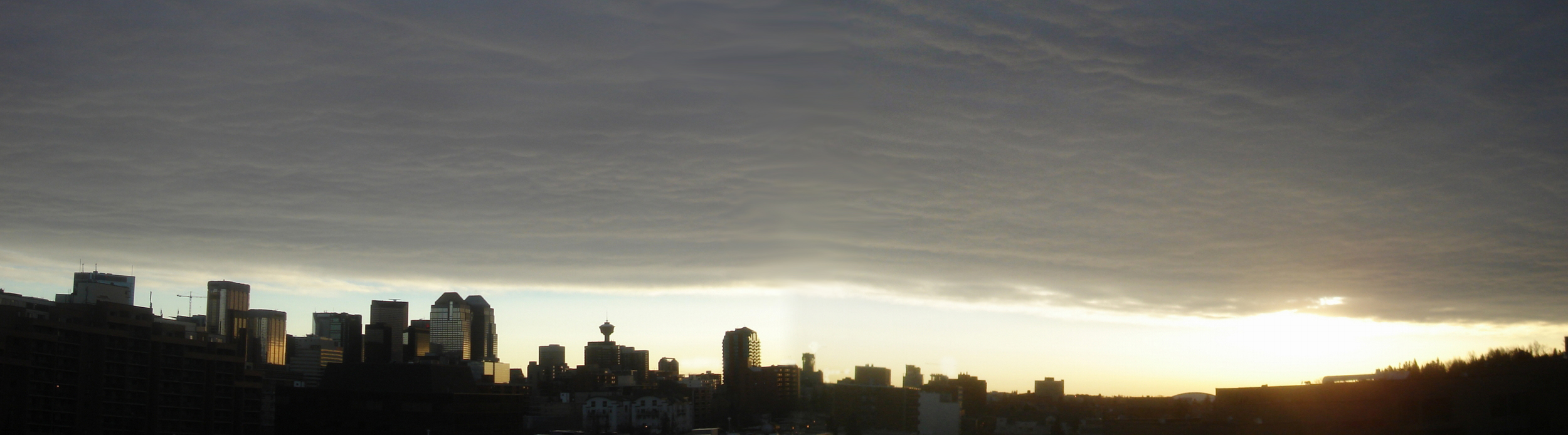
2007年3月、カナダ・カルガリーのチヌーク

チヌーク（シヌーク、Chinook）は、北米のロッキー山脈の東側に吹きおろしてくるフェーン風。24時間以内に気温が20度以上も上昇し、湿度は10パーセント以下に下がる。急速に山岳部の雪を溶かすので雪食い (Snow-eater) と呼ばれることもある。山脈が何条も走るカナダ・ロッキー山脈の山間部盆地であるオカナガン渓谷は、この風の影響で砂漠気候が発達し、ブドウ栽培に適する。
- 1943年1月22日、サウスダコタ州スピアフィッシュ（英語版）で急激な温度変化を観測。AM7:30（MST）頃に −4°F (-20℃) だったが、2分後には 45°F (7℃) になっていた。この 49°F (27℃)/2分 の温度上昇は世界記録である。その後AM9:00には 54°F (12℃) だったのが、27分後には 58°F (32℃) 下降して −4°F (−20℃) になっていた。

カナダ・アルバータ州南部でもよく見られ、レスブリッジ近くでは1時間に−19℃から+22℃へ41℃も上昇した記録がある（1962年2月）。